# Christiane Barckhausen
Christiane Barckhausen, verheiratete Barckhausen-Canale (* 9. Mai 1942 in Berlin), ist eine deutsche Schriftstellerin und Übersetzerin.

## Leben
Christiane Barckhausen ist die Tochter des Schriftstellers, Übersetzers und Drehbuchautors Joachim Barckhausen und der Schriftstellerin Elfriede Brüning.
Barckhausen wuchs in Berlin auf. Sie studierte 1960 bis 1962 Ethnologie an der Humboldt-Universität Berlin. 1962 bis 1980 war sie als Dolmetscherin und Übersetzerin aus dem Spanischen tätig. 1979 drehte sie gemeinsam mit dem chilenischen Regisseur Orlando Lübbert den Dokumentarfilm Aufenthalt auf Erden über verwundete Sandinisten, die in Ostberlin ärztlich versorgt wurden. Zwischen 1978 und 1984 hielt sie sich länger in Mexiko, Kuba und Nicaragua auf. Sie beschäftigte sich in mehreren ihrer Werke mit der mexikanischen Fotografin und Revolutionärin Tina Modotti. In der italienischen Gemeinde Bonefro hat Barckhausen ein Tina-Modotti-Archiv eingerichtet.
Zu ihren Übersetzungen gehört beispielsweise Mein Name ist Luz von Elsa Osorio. Anlässlich ihres 80. Geburtstags veröffentlichte sie, anstelle einer Biografie, unter dem Titel »Was bleibt« eine Sammlung von Kurzgeschichten/Reportagen von »Begegnungen in der Welt und in Berlin«.
Während ihrer Dolmetschertätigkeit an der kubanischen Botschaft wurde sie 1973 von der DDR-Staatssicherheit als Inoffizielle Mitarbeiterin unter dem Decknamen Tatjana geworben und war bis 1983 entsprechend tätig. Auf dem IX. Schriftstellerkongress der DDR wurde sie am 2. Juni 1983 in den Vorstand des Schriftstellerverbandes der DDR gewählt und auf dem X. Kongress am 26. November 1987 als Mitglied wiedergewählt.
Barckhausen war bis zu dessen Tod mit dem brasilianischen Historiker Dario Canale verheiratet. 

## Auszeichnungen
Christiane Barckhausen erhielt unter anderem folgende Auszeichnungen:
- 1986 Literaturpreis des FDGB
- 1988 Literaturpreis des Casa de las Américas (Kuba)[6]
- 1989 Literaturpreis des DFD

## Werke
- Mañana, mañana. Erlebnisse in Mexiko (1980)
- Doroteos gefährlicher Weg (1981)
- Wie ein Vulkan. Begegnungen in Nikaragua (1982)
- Orlando (1984)
- Schwestern. Tonbandprotokolle aus sechs Ländern (1985)
- Auf den Spuren von Tina Modotti (1988)
- Tina Modotti. Wahrheit und Legende einer umstrittenen Frau (1989)
- Männer erzählen. Tonbandprotokolle aus sieben Ländern (1989)
- Tina Modotti. Den Mond in drei Teile teilen (2012)
- Was bleibt. Begegnungen in der Welt und in Berlin, Verlag Arbeiterlogik, Berlin/Böklund 2022, ISBN 978-3-95514-049-6.[7]